# Raków (Grande-Pologne)
Pour les articles homonymes, voir Raków.
Raków est une localité polonaise de la gmina de Łęka Opatowska, située dans le powiat de Kępno en voïvodie de Grande-Pologne.